# Anna Maria Wittelsbach (Pfalz-Neuburg)
Anna Maria Wittelsbach (ur. 18 sierpnia 1575 w Neuburg an der Donau, zm. 11 lutego 1643 w Dornburg/Saale) – księżniczka Palatynatu – Neuburg, księżna Saksonii-Weimar.
Córka księcia Filipa Ludwika Wittelsbacha i Anny księżniczki Jülich-Kleve-Berg. Jej dziadkami byli: książę Palatynatu–Zweibrücken Wolfgang i Anna Heska oraz Wilhelm IV i Maria Habsburg.
9 września 1591 poślubiła Fryderyka Wilhelma I Wettyna księcia Saksonii-Weimar. Para miała szóstkę dzieci:
- Jan Filip (1597-1639)
- Anna Zofia (1598-1641) – żona księcia Karola Fryderyka księcia Oleśnickiego
- Fryderyk (1599-1632)
- Jan Wilhelm (1600-1632)
- Dorota (1601-1675) – żona księcia Albrechta Wettyna księcia Saksonii-Eisenach
- Fryderyk Wilhelm (1603-1669) – książę Saksonii-Altenburg

Anna była w ciąży z Fryderykiem, gdy zmarł jej mąż. Syn nigdy nie poznał ojca.